# Береза Василь
Василь Береза (1754, Свірж — 1827 або 1835, там само) — український художник.

## Біографія
Народився в містечку Свірж на Перемишлянщині, деякий час був монахом одного із василіянських монастирів Галичини, вчився в Римі коштом графа Цетнера, де виконав ряд копій картин італійських майстрів. Після повернення додому працював у місті Краківець, резиденції свого протектора, після чого 1793 року знову виїхав до Риму. Повернувшись з-за кордону, осів у рідному містечку.
Писав картини на релігійні теми для церков у Львові і Ярославі, а також анімалістичні твори (деякі з них зберігаються у Львівському музеї українського мистецтва).